# Juan de Vera
Juan de Vera, dit le cardinal de Salerne (né au château d'Alzira, Espagne, le 25 novembre 1453, et mort à Rome le 4 mai 1507) est un cardinal espagnol du XVe siècle et du début du XVIe siècle. Il est un parent du pape Alexandre VI.

## Repères biographiques
Vera est au service du cardinal Rodrigo de Borja, le futur pape Alexandre VI et est le précepteur de César, le fils du cardinal, et vicaire du cardinal à Valence. En 1500 il est nommé archevêque de Salerne.
Vera est créé cardinal par le pape Alexandre VI lors du consistoire du 28 septembre 1500. Le cardinal de Vera est nommé légat apostolique dans les Marches d'Ancône en 1501 et chanoine à Burgos en 1503. En 1504-1505 il est camerlingue du Sacré Collège. Vera est prieur de l'église de San Pedro de Fraga à  Leiria et curé de Badieles, Saragosse. En 1505 il est nommé administrateur de  León par le pape, mais de Vera  refuse la nomination, parce qu'elle est faite sans l'accord du roi Ferdinand. Vera est gouverneur de Picène et d'Émilie.
Le cardinal de Vera participe au conclaves de 1503 (élection de Pie III et de Jules II).